# Tuniki
Tuniki – wieś w Polsce położona w województwie łódzkim, w powiecie rawskim, w gminie Biała Rawska.
Wieś występuje w 1423 r. jako Thomikowicze. Z tej wsi pochodzi poeta romantyczny Jan Kazimierz Radecki.
W latach 1975–1998 miejscowość administracyjnie należała do województwa skierniewickiego.